# Port lotniczy Joensuu
Port lotniczy Joensuu (IATA: JOE, ICAO: EFJO) – port lotniczy położony 11 km na północny zachód od centrum Joensuu, w Liperi, w Finlandii.

## Linie lotnicze i połączenia
| Linia Lotnicza | Kierunek    |
| -------------- | ----------- |
| Finnair        | 1. Helsinki |